# ستيفن غولد
ستيفن غولد (بالإنجليزية: Steven Gould)‏ (7 فبراير 1955، حصن هواشوكا في الولايات المتحدة)؛ مدرس، كاتب للأطفال، كاتب وروائي أمريكي.

## روابط خارجية
- ستيفن غولد على موقع IMDb (الإنجليزية)